# Torchamp
Torchamp é uma comuna francesa na região administrativa da Normandia, no departamento Orne. Estende-se por uma área de 14,39 km². Em 2010 a comuna tinha 301 habitantes (densidade: 20,9 hab./km²).